# Thanks!
Thanks! è un film del 2019 diretto da Gabriele Di Luca, trasposizione del testo teatrale Thanks for Vaselina della compagnia Carrozzeria Orfeo.

## Trama
Fil e Charlie sono due giovani che decidono di creare una coltivavazione di marijuana e vorrebbero trasferirsi nei paesi dell'America centrale per creare un business che possa risolvere i loro problemi esistenziali. I primi risultati del commercio non sono soddisfacenti e lontani dalle loro aspettative, ma incontrano Wanda, una ragazza che riesce a creare dei canali di vendita con l'estero. La famiglia di Fil, assai disunita, cerca di inserirsi nell'attività e questo porterà al fallimento dell'impresa.